# Sefegiru

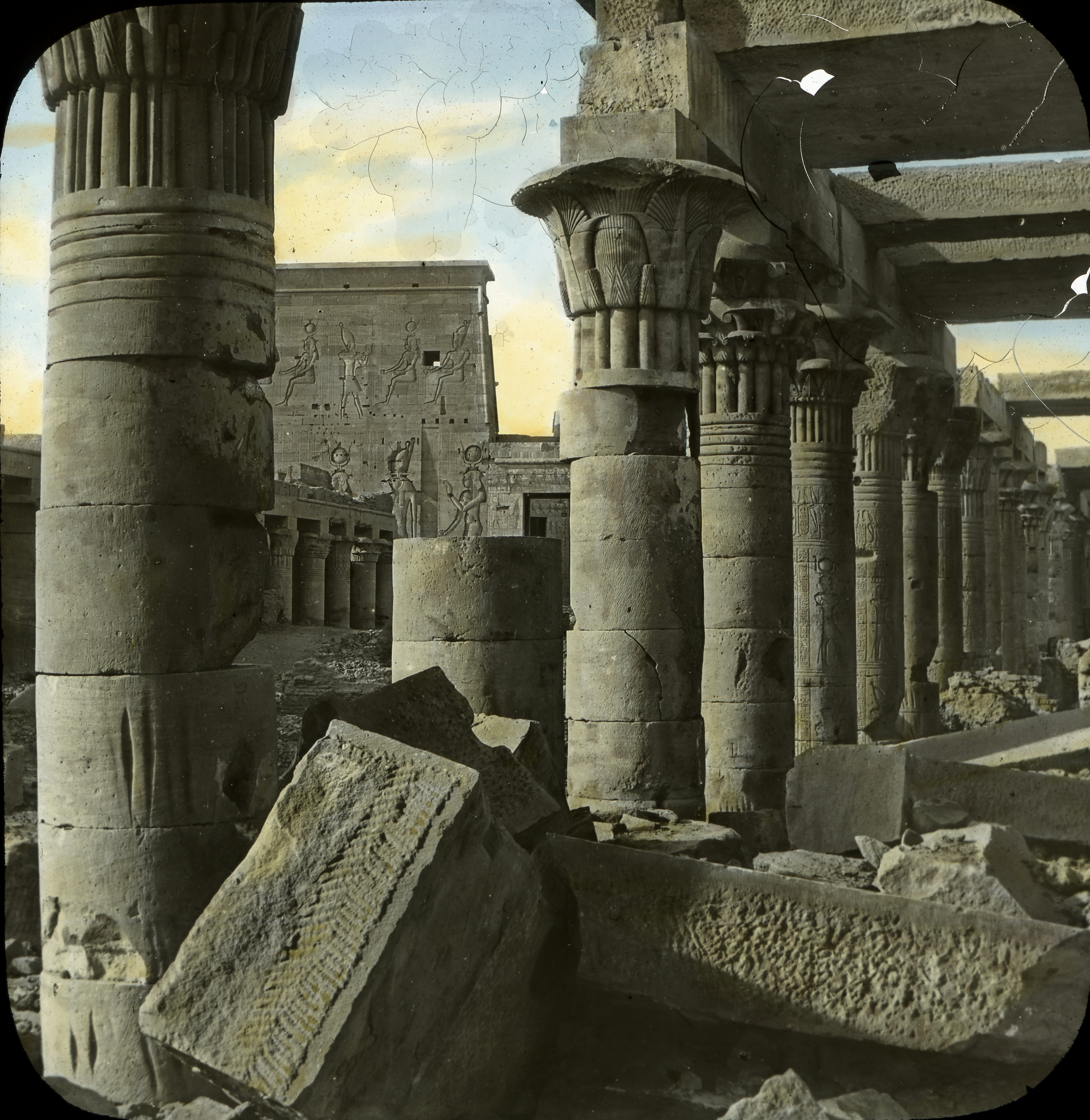
L'unica immagine del dio Sefegiru si trova nel Tempio di Iside a File, qui in una fotografia d'epoca.

Sefegiru ("Segreto della Forma" o "Forma Nascosta") è una divinità egizia appartenente alla religione dell'antico Egitto. Compare nei Testi delle piramidi dell'Antico Regno, nei Testi dei sarcofagi del Medio Regno", nel Libro dell'Amduat del Nuovo Regno e perfino nelle iscrizioni templari dell'epoca della dominazione romana dell'Egitto. In certi passaggi, Sefegiru sembra in stretta relazione con l'importante Shu, dio dell'aria ma con forti implicazioni solari. L'unica rappresentazione attribuibile con una certa sicurezza al dio Sefegiru si trova nel tempio di Iside a File. 